# صحيفة إعلانية

صخف اعلانية توزع في اربد الأردن

تعد الصحف الإعلانية ذات شهرة عالية شعبياً، وأحد الطرق الرائعة في الإعلان التجاري عالي التوزيع ومتوسط التكلفة مقارنة بالتلفاز وإعلانات الشوارع، وتدخل ضمن تخصص التسويق الإعلاني من أشهرها في الوطن العربي صحيفة الوسيط مركزها مدينة دبي للإعلام قرب Cnn، وتوَّزع في الكويت باللغتين العربية والإنجليزية.